# أمبيتاسفير/باريتابريفير/ريتونافير
التركيبة أمبيتاسفير/باريتابريفير/ريتونافير هي دواء يستخدم في علاج التهاب الكبد الفيروسي ج من النمط الأول مع داسابوفير. التركيبة وداسابوفير تصنعهما شركة أبفي.
في الولايات المتحدة، تتوفر التركيبة أمبيتاسفير/باريتابريفير/ريتونافير مع داسابوفير وتحمل الاسم التجاري Viekira Pak، أما الدواء الذي يحمل اسم Technivie فيحتوي على أمبيتاسفير/باريتابريفير/ريتونافير فقط.
في أوروبا، تتوفر التركيبة أمبيتاسفير/باريتابريفير/ريتونافير تحت اسم تجاري هو Viekirax أما داسابوفير فيتوفر باسم تجاري هو Exviera، وتستخدم مع أو بدون ريبافيرين.